# Los Feixans (Salàs de Pallars)
Los Feixans és el nom de dos feixans diferents del terme municipal de Salàs de Pallars, al Pallars Jussà.
El primer està situat al nord-oest de Salàs de Pallars, també al nord-oest de Sant Pere Màrtir, al sud-est del Mas del Balust i a la dreta del barranc de Fontfreda. És a l'Obaga de Sant Pere Màrtir.
El segon és al sud-oest de la vila, en el vessant nord de la Roca Tosa, a la dreta de lo Torrentill.